# Buchelay
Buchelay és un municipi francès, situat al departament d'Yvelines i a la regió de Illa de França. L'any 2007 tenia 2.243 habitants.
Forma part del cantó de Mantes-la-Jolie, del districte de Rambouillet i de la Comunitat urbana Grand Paris Seine et Oise.

## Demografia

### Població
El 2007 la població de fet de Buchelay era de 2.243 persones. Hi havia 739 famílies, de les quals 119 eren unipersonals (45 homes vivint sols i 74 dones vivint soles), 195 parelles sense fills, 361 parelles amb fills i 64 famílies monoparentals amb fills.
La població ha evolucionat segons el següent gràfic:
Habitants censats

### Habitatges
El 2007 hi havia 770 habitatges, 745 eren l'habitatge principal de la família, 5 eren segones residències i 20 estaven desocupats. 703 eren cases i 63 eren apartaments. Dels 745 habitatges principals, 629 estaven ocupats pels seus propietaris, 107 estaven llogats i ocupats pels llogaters i 9 estaven cedits a títol gratuït; 13 tenien una cambra, 32 en tenien dues, 70 en tenien tres, 173 en tenien quatre i 456 en tenien cinc o més. 641 habitatges disposaven pel capbaix d'una plaça de pàrquing. A 292 habitatges hi havia un automòbil i a 409 n'hi havia dos o més.

### Piràmide de població
La piràmide de població per edats i sexe el 2009 era:
| Homes | Edats   | Dones |
| ----- | ------- | ----- |
| 0     | 95 o +  | 0     |
| 4     | 90 a 94 | 4     |
| 0     | 85 a 89 | 0     |
| 0     | 80 a 84 | 4     |
| 16    | 75 a 79 | 12    |
| 36    | 70 a 74 | 24    |
| 40    | 65 a 69 | 16    |
| 36    | 60 a 64 | 48    |
| 72    | 55 a 59 | 44    |
| 64    | 50 a 54 | 84    |
| 88    | 45 a 49 | 88    |
| 116   | 40 a 44 | 100   |
| 96    | 35 a 39 | 108   |
| 48    | 30 a 34 | 60    |
| 64    | 25 a 29 | 56    |
| 96    | 20 a 24 | 68    |
| 120   | 15 a 19 | 120   |
| 108   | 10 a 14 | 116   |
| 68    | 5 a 9   | 76    |
| 60    | 0 a 4   | 44    |

## Economia
El 2007 la població en edat de treballar era de 1.592 persones, 1.164 eren actives i 428 eren inactives. De les 1.164 persones actives 1.053 estaven ocupades (565 homes i 488 dones) i 111 estaven aturades (52 homes i 59 dones). De les 428 persones inactives 114 estaven jubilades, 178 estaven estudiant i 136 estaven classificades com a «altres inactius».

### Ingressos
El 2009 a Buchelay hi havia 729 unitats fiscals que integraven 2.175,5 persones, la mediana anual d'ingressos fiscals per persona era de 22.516 €.

### Activitats econòmiques
Dels 243 establiments que hi havia el 2007, 1 era d'una empresa extractiva, 2 d'empreses alimentàries, 1 d'una empresa de fabricació de material elèctric, 8 d'empreses de fabricació d'altres productes industrials, 23 d'empreses de construcció, 106 d'empreses de comerç i reparació d'automòbils, 17 d'empreses de transport, 13 d'empreses d'hostatgeria i restauració, 4 d'empreses d'informació i comunicació, 10 d'empreses financeres, 5 d'empreses immobiliàries, 38 d'empreses de serveis, 8 d'entitats de l'administració pública i 7 d'empreses classificades com a «altres activitats de serveis».
Dels 52 establiments de servei als particulars que hi havia el 2009, 2 eren oficines bancàries, 15 tallers de reparació d'automòbils i de material agrícola, 3 tallers d'inspecció tècnica de vehicles, 5 paletes, 3 guixaires pintors, 2 fusteries, 3 lampisteries, 4 electricistes, 2 empreses de construcció, 2 perruqueries, 8 restaurants, 2 agències immobiliàries i 1 tintoreria.
Dels 38 establiments comercials que hi havia el 2009, 1 era, 2 grans superfícies de material de bricolatge, 1 una botiga de menys de 120 m², 1 una peixateria, 12 botigues de roba, 4 botigues d'equipament de la llar, 5 sabateries, 2 botigues d'electrodomèstics, 4 botigues de mobles, 2 botigues de material esportiu, 2 botigues de material de revestiment de parets i terra, 1 una perfumeria i 1 una joieria.
L'any 2000 a Buchelay hi havia 8 explotacions agrícoles.

## Equipaments sanitaris i escolars
El 2009 hi havia 1 psiquiàtric i 1 farmàcia.
El 2009 hi havia 1 escola maternal i 1 escola elemental.

## Poblacions més properes
El següent diagrama mostra les poblacions més properes.